# Hispoleptis
Hispoleptis là một chi bọ cánh cứng trong họ Chrysomelidae.
Chi này được miêu tả khoa học năm 1864 bởi Baly.

## Các loài
Các loài trong chi này gồm:
- Hispoleptis diluta (Guérin-Méneville, 1840)
- Hispoleptis elaeidis Aslam, 1965
- Hispoleptis ollagnieri Berti & Chenon, 1973
- Hispoleptis subfasciata (Pic, 1938)